# 9 vite da donna
9 vite da donna (Nine Lives) è un film del 2005 diretto da Rodrigo García.
La pellicola, uscita in Italia il 2 settembre 2005, con protagoniste Robin Wright e Glenn Close.
Il film ha vinto il Pardo d'oro al Festival del Cinema di Locarno e il Pardo per la migliore attrice conferito a tutte le protagoniste.
Il film si divide in 9 episodi indipendenti, ognuno con una storia diversa, ma con protagonista assolutamente femminile che dà il nome all'episodio stesso. Ogni episodio è girato con un unico piano sequenza della durata variabile di 10-15 minuti.

## Trama

### Episodi

#### Sandra
Sandra si trova in carcere, e per la speranza di avere un agevolamento di pena dà informazioni allo sceriffo su un fatto sottoposto ad indagine avvenuto all'interno del carcere. Va ad incontrare la figlia, ma il telefono che dovrebbe permetterle di comunicare con lei è guasto, l'orario delle visite è quasi finito e quindi per l'impossibilità di parlare alla figlia è preda di un attacco di rabbia.

#### Diana
Diana mentre fa la spesa incontra Damian, un suo ex fidanzato di 10 anni prima. Parlando scoprono che entrambi si sono sposati, anche se nessuno di loro è riuscito a dimenticare l'altro. In preda alla disperazione, Diana chiede a Damian di sparire dalla sua vita ed esce dal supermercato.

#### Holly
Holly torna a casa del padre, che in passato ha abusato di lei, per regolare i conti. Parla prima con la sorella, Vanessa, a cui rimprovera il fatto di riuscire ancora a vivere col padre e di stare dalla sua parte. Quando il padre entra in casa, Holly punta alternativamente la pistola contro di sé e contro il padre, per poi non sparare.

#### Samantha
Samantha assiste impotente alla sua situazione familiare, con una situazione economica non delle migliori e col padre paralizzato, pensando al futuro e cercando di prendere una decisione sull'andare o no al College.

#### Sonia
Sonia si trova nel bel mezzo di una crisi col marito Martin che peggiora quando rivela a degli amici (Damian e la compagna) che non sono venuti allo scorso appuntamento a causa di un litigio, il marito per vendicarsi dice a questi amici che loro avevano deciso di non aver figli per i primi anni di matrimonio, e che per far ciò Sonia ha dovuto abortire.

#### Ruth
Ruth è la madre di Samantha. Aiuta il marito paralitico, ma al contempo ha una relazione extra-coniugale. Una sera, recandosi in un motel con l'amante, assiste all'arresto di una donna (Sandra, che tuttavia Ruth non conosce personalmente). Intrattenendo una breve discussione con un'impiegata del motel riflette sulla solitudine. La donna esce dalla stanza e Ruth si accorge che ha dimenticato una scarpa, ma quando esce non la vede più. Torna quindi nella sua camera e chiama la figlia.

#### Lorna
Lorna va al funerale della moglie (morta suicidandosi) del suo ex marito sordomuto. Qui crea fastidio alla famiglia della deceduta, ma l'ex marito vedendola la porta in una stanza appartata per rivelare che si masturba su di essa, e quindi fanno l'amore con il cadavere della moglie nell'altra stanza.

#### Camille
Camille deve sottoporsi ad un intervento chirurgico e prova una certa paura. Si sfoga col marito, offendendolo anche pesantemente. Una delle infermiere è Holly.

#### Maggie
Maggie ha organizzato il suo pic-nic annuale con la figlia Maria in un cimitero dove è sepolto un suo parente stretto. Al pic-nic ha portato dell'uva, che la bambina gradisce molto. In un secondo tempo si vede Maggie, da sola al cimitero, che appoggia dell'uva su di una tomba; si intuisce che la bambina è morta e lei le sta facendo visita, portandole uno dei suoi cibi preferiti.

## Riconoscimenti
- 2005 - Festival del cinema di Locarno[1]
  - Pardo d'oro (Rodrigo García)
  - Pardo per la migliore attrice (Robin Wright, Amanda Seyfried, Sissy Spacek, Holly Hunter, Lisa Gay Hamilton, Glenn Close, Elpidio Carrillo, Amy Brenneman e Kathy Baker)